# Американское сердце
«Американское сердце» (англ. American Heart) — фильм режиссёра Мартина Белла, выпущенный в 1992 году. В главных ролях: Джефф Бриджес и Эдвард Фёрлонг.
Фильм был удостоен премии «Независимый дух» в номинации «Лучшая мужская роль» (Джефф Бриджес), а также присутствовал в четырёх других номинациях.

## Сюжет
Джек Келсон выходит из тюрьмы, где он провёл несколько лет, и хочет теперь жить нормальной жизнью, чтобы не попасть за решётку снова. Он устраивается работать мойщиком окон и пытается воспитывать своего единственного сына Ника, который уже давно потерял мать, а теперь присоединился к отцу. Они мечтают переехать на Аляску. Но тут появляется прежний приятель Джека…